# Vlag van Maasgouw

Vlag van de gemeente Maasgouw

De vlag van Maasgouw werd op 4 februari 2010 vastgesteld als de gemeentelijke vlag van de Limburgse gemeente Maasgouw. De vlag kan als volgt worden beschreven:
Drie golvende banen, waarvan de lengten zich verhouden als 4:2:9, blauw, wit en blauw met op gelijke afstanden van de witte baan aan de broekzijde een zwaard en aan de vluchtzijde een abdissenstaf, beide van geel.
De vlag bestaat uit een blauwe achtergrond waarbij, gecentreerd op de scheiding van broeking en vlucht, het gemeentewapen is opgenomen. Wapen en vlag van de gemeente zijn ontwropen door René Vroomen van de Heraldische Commissie van het Limburgs Genootschap voor Oudheidkunde en Geschiedenis (LGOG).

## Verwante afbeeldingen

Wapen van Maasgouw

Beek 
· Beekdaelen 
· Beesel 
· Bergen 
· Brunssum 
· Echt-Susteren 
· Eijsden-Margraten 
· Gennep 
· Gulpen-Wittem 
· Heerlen 
· Horst aan de Maas 
· Kerkrade 
· Landgraaf 
· Leudal 
· Maasgouw 
· Maastricht 
· Meerssen 
· Mook en Middelaar 
· Nederweert 
· Peel en Maas 
· Roerdalen 
· Roermond 
· Simpelveld 
· Sittard-Geleen 
· Stein 
· Vaals 
· Valkenburg aan de Geul 
· Venlo 
· Venray 
· Voerendaal 
· Weert